# Kertváros (Dunaújváros)
Kertváros Dunaújváros egyik városrésze. 1964-ben, 1965-ben partcsúszás történt Dunaújvárosban. Felszámolták a barakktáborokat, a Radart, az Ezrest, a Déli várost.
Dunaújváros a Kertváros függőfolyosós házainak tudott anyagi forrást biztosítani. Óvoda, áruház és az Aranyhordó épült a városrészben. A Béke városrész a Baracsi úttól, az Építők Sportkörtől indul, 1977-ben kezdték el építeni.
A kertváros rész sok zöld területből áll. A dunaújvárosi levegő szennyezettségét több helyen is tudják mérni, például a Vízműnél, a kertészetnél, a Kórháznál, a Római városrész déli részénél a víztározónál, az Újtelepen, a 2. sz. Hőelosztónál, a Kertvárosban. A város belterületén a fő levegőszennyező forrás a gépjárművek kipufogó gázai és az általuk felvert por.